# Hans Hopf
Hans Hopf (Nuremberg, Alemania, 2 de agosto de 1916 - Múnich, 25 de junio de 1993) fue un tenor alemán.
Estudia en Múnich con Paul Bender y en Oslo con Ragmvald Bjärne. En 1936, debuta en una gira en diversos teatros alemanes cantando el rol de Pinkerton de Madame Butterfly.
Durante los años cuarenta del siglo XX, forma parte de las compañías de diversos teatros de ópera, incluyendo Dresde, Berlín, y Múnich. En 1951, canta el rol de Walther de Los maestros cantores de Nuremberg en Bayreuth bajo la dirección de Herbert von Karajan y en 1954, el de Max de Der Freischütz en el Festival de Salzburgo, en unas representaciones dirigidas por Wilhelm Furtwängler.
Regresa a Bayreuth en los años sesenta del mismo siglo cantando los roles de Siegfried, Tannhäuser y Parsifal. Durante esos años, fue uno de los tenores wagnerianos más famosos del mundo y actúa en el Metropolitan de Nueva York, el Covent Garden de Londres, La Scala de Milán, el Colón de Buenos Aires, etc.
Además de los roles wagnerianos también cantó algunos papeles verdianos, como Radamès de Aida u Otello.

## Discografía seleccionada
- Ludwig van Beethoven: Sinfonía núm. 9, con Schwarzkopf, Höngen, Edelamann y la Orquesta del festival de Bayreuth dirigida por Wilhelm Furtwängler
- Richard Strauss: La mujer sin sombra, con Rysanek, Loose, Schöfler, Goltz y la Filarmónica de Viena dirigida por Karl Böhm
- Richard Wagner: Los maestros cantores de Nuremberg, con Edelmann, Schwarzkopf, Kunz, Ungerm, Dalberg, Majkut y la Orquesta del festival de Bayreuth dirigida por Herbert von Karajan
- Richard Wagner: Tannhäuser, con Schech, Grümmer, Fischer-Dieskau, Frick y la Orquesta de la Deutsche Oper de Berlín dirigida por Franz Konwitschny.